# Nie daj się
„Nie daj się“ е сингъл на полската певица Дода от четвърти си студиен албум „Diamond Bitch“, издаден през 2008 година.